# Reitia
Reitia (venetisch: 𐌓𐌄:𐌉:𐌕𐌉:𐌀), auch Raetia,  wurde vom altitalischen Volk der Veneter im heutigen Venezien und Friaul als Göttin verehrt. Einer Hypothese zufolge war sie namengebend für das Volk der Räter im mittleren Alpenraum.

## Eigenschaften
In venetischen Inschriften wird sie als „Geburtsgöttin“ (Pora) und „Heilerin“ (Sainate) angesprochen und war Schutzherrin der Schrift. Von den Römern wurde sie mit Minerva und Juno gleichgesetzt, als Naturgottheit und Potnia theron auch mit Demeter und Diana. Dargestellt wurde sie manchmal thronend, häufig von Tieren umgeben, mit einem Schleier auf dem Haupt und einem Schlüssel in der Hand als Hauptattribut, der als „Schlüssel des Schicksals“ interpretiert wird.

## Kultorte
In Este-Baratella (Provinz Padua) wurde ein offenbar bedeutendes Heiligtum der Reitia ausgegraben. Es wurde im 7. Jahrhundert v. Chr. von Etruskern gegründet. Die zahlreichen Funde datieren bis ins 2./3. Jahrhundert n. Chr. Weitere Tempel wurden in Vicenza, Monte Malgrè bei Schio und in den Provinzen Treviso und Belluno identifiziert. Ob sich ein Tempel der Reitia an der Stelle der Basilika des Hl. Antonius von Padua befunden hat, bleibt Vermutung.

## Name
Ihr Name könnte mit proto-germanisch *wreitan, „schreiben“ (vgl. engl. write) (entfernt) verwandt sein.  Die Bezeichnung der Räter (Ῥαιτοί (Rhaitoí) bzw. Raeti) für ein den Venetern benachbartes Volk oder eine Gruppe von Völkern  im mittleren Alpenraum könnte auf eine Kultgemeinschaft der demnach dort als Magna Mater verehrten Göttin hindeuten. Sprachlich waren die Räter, nach neueren Erkenntnissen, den Etruskern eng verwandt, von welchen die Veneter ihre Alphabetschrift übernahmen und an die Räter weitervermittelten.

## Rezeption
Die geologische Formation Reitia Chasma auf dem Planeten Venus wurde nach der Göttin benannt.

## Bibliographie
- Pippa Steel, "Reitia, Venetic goddess of writing, CREWS Project 1. September 2016 (zul. abger. 14. September 2020).
- Sonja Ickler, Die Ausgrabungen im Reitia-Heiligtum von Este 1987-1991 / Gli scavi del santuario di Reitia a Este 1987-1991, Il Santuario di Reitia a Este, Bd. 6, (Nünnerich-Asmus Verlag, 2013; ISBN 978-3-943904-17-8)
- Rex E. Wallace, „Venetic“, in Roger D. Woodard, ed., The ancient languages of Europe (Cambridge, 2008).
- Stefan Schumacher: Die rätischen Inschriften. Geschichte und heutiger Stand der Forschung. 2. Aufl. Innsbrucker Beiträge zur Kulturwissenschaft Bd. 79. Sonderheft. Institut für Sprachwissenschaft der Universität Innsbruck, Innsbruck 2004.
- Harald Meller, Die Fibeln aus dem Reitia-Heiligtum von Este (Ausgrabungen 1880-1916), Il Santuario di Reitia a Este, Bd. 1.1, (Vlg. Philipp von Zabern, Mainz 2002)
- Marcel Detienne, The writing of Orpheus: Greek myth in cultural context (Johns Hopkins, 2002).
- Zavaroni Adolphus, Ancient North Italian Inscriptions from Este, 2001
- Culto di Reitia, Corriere della Sera 15. September 1996 (zul. abger. 14. September 2020).
- Osmund Menghin, Zum Räterproblem, in: Studien zur Namenskunde und Sprachgeographie. Festschrift für Karl Finsterwalder, Innsbrucker Beiträge zur Kulturwissenschaft Bd. 16, hrsg. Wolfgang Meid, Hermann M. Ölberg, Hans Schmeja, Innsbruck 1971, S. 9–14.